# Hystrichopsylla talpae
Hystrichopsylla talpae är en loppart som först beskrevs av Curtis 1826.  Hystrichopsylla talpae ingår i släktet Hystrichopsylla och familjen mullvadsloppor.

## Underarter
Arten delas in i följande underarter:
- H. t. talpae
- H. t. alpina
- H. t. ibera
- H. t. istrica
- H. t. riouxi
- H. t. transalpina

## Bildgalleri

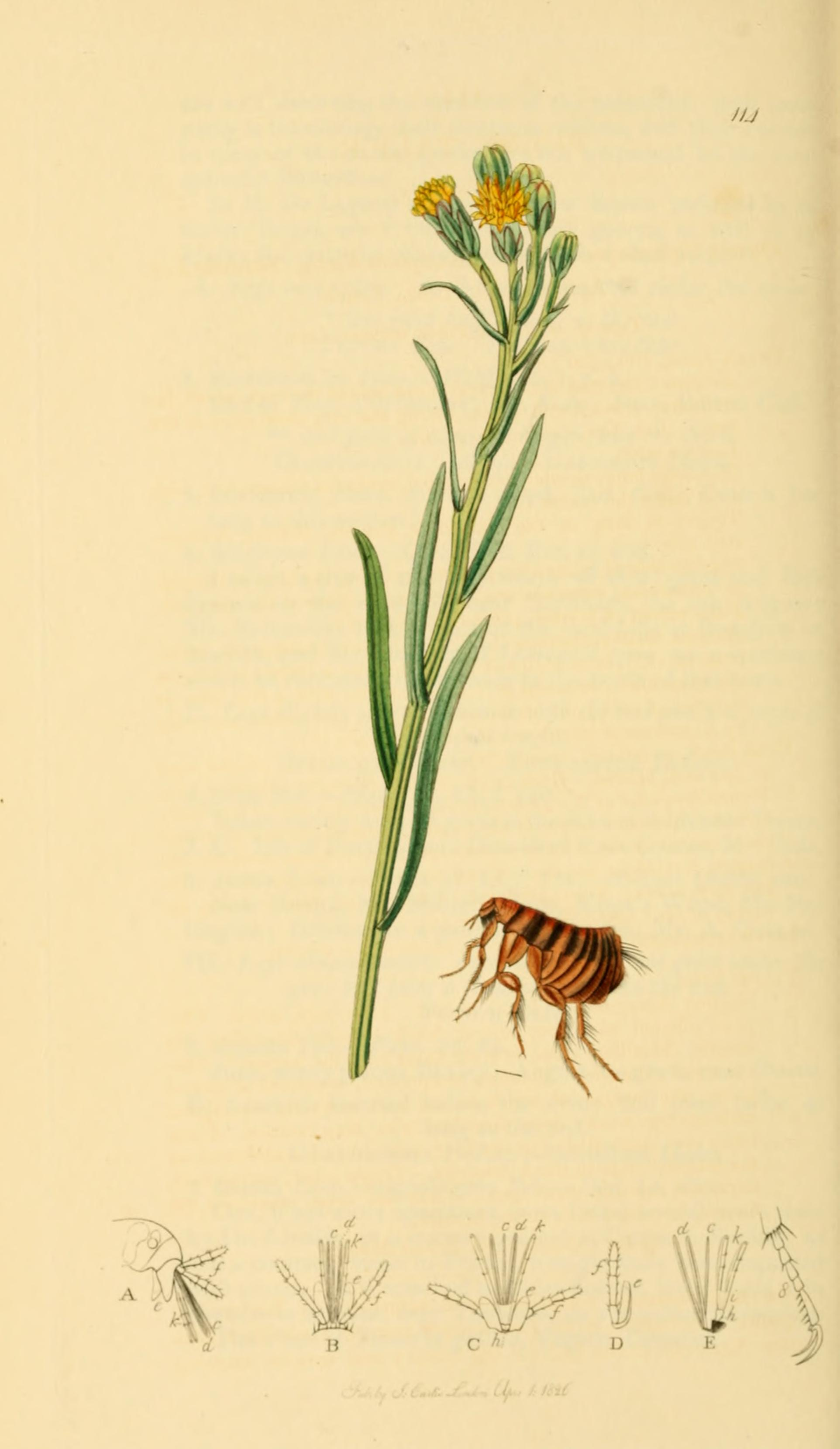